# 科琳娜·霍夫曼
科琳娜·利塞特·霍夫曼（Corinne Lisette Hofman，1959年7月10日—），荷兰莱顿大学加勒比地区考古学教授。 她的研究重点是从加勒比印第安人的视角来研究加勒比地区的殖民化。

## 生涯
霍夫曼在莱顿大学学习考古学，1987年获硕士学位。1993 年，她在莱顿获得了前哥伦比亚时期加勒比考古学博士学位，导师为Maarten Jansen和 Leendert Louwe Kooijmans。 她的毕业论文题为《寻找前哥伦布时期（公元 400-1450 年）萨巴岛的原住民，第一部分：陶器风格及诠释》。2007年，她被任命为莱顿大学教授。她还担任佛罗里达大学的客座教授。2013年至2018年，她担任莱顿大学考古学院院长。

## 研究
霍夫曼于20世纪80年代在萨巴岛开始了研究生涯。她的研究建基于与殖民过程相关的考古记录。这些研究表明，有关加勒比地区的历史认知并不总是与21世纪关于这一时期的观点相符。

## 获奖
2013年11月21日，霍夫曼获得KNAW Merian奖。2014年，她荣获斯宾诺莎奖。